# 改造中国与世界
改造中国与世界是新民学会经五四运动后选择的宗旨。新民学会原宗旨为“革新学术，砥砺品行，改良人心风俗”，经1920年争论，新民学会在1921年新年大会上确定宗旨为“改造中国与世界”，从而实现了新民学会向马克思主义的转变，为中国共产党在湖南的建党工作做了思想上和组织上的准备。

## 扩展阅读
- 张金荣，《改造中国与世界的历史抉择：中西文化交流中的毛泽东早期思想》，中国社会科学出版社，2009